# Сен-Приест-д’Андло
Сен-Прие́ст-д’Андло́ (фр. Saint-Priest-d'Andelot) — коммуна во Франции, находится в регионе Овернь — Рона — Альпы. Департамент коммуны — Алье. Входит в состав кантона Ганна. Округ коммуны — Виши.
Код INSEE коммуны — 03255.

## Население
Население коммуны на 2008 год составляло 134 человека.
| 1962 | 1968 | 1975 | 1982 | 1990 | 1999 | 2008 |
| ---- | ---- | ---- | ---- | ---- | ---- | ---- |
| 184  | 187  | 168  | 143  | 134  | 121  | 134  |

## Экономика
В 2007 году среди 76 человек в трудоспособном возрасте (15—64 лет) 55 были экономически активными, 21 — неактивными (показатель активности — 72,4 %, в 1999 году было 71,6 %). Из 55 активных работали 51 человек (30 мужчин и 21 женщина), безработных было 4 (1 мужчина и 3 женщины). Среди 21 неактивных 7 человек были учащимися или студентами, 11 — пенсионерами, 3 были неактивными по другим причинам.